# ポケットモンスター ダイヤモンド&パール
『ポケットモンスター ダイヤモンド&パール』（ポケットモンスター ダイヤモンド パール）は、ゲームソフト「ポケットモンスターシリーズ」を原作とするOLM制作の日本のテレビアニメ。テレビ東京系列（TXN）などでは2006年9月28日から2010年（平成22年）9月9日まで放送された。「ポケモンDP」などと略される場合もある。『ポケットモンスター アドバンスジェネレーション』の続編でアニメ版ポケットモンスターシリーズとしては第3シリーズとなる。
以下、アニメ版ポケットモンスターのシリーズ作品を示す際は必要に応じ、1997年から2002年に放送された『ポケットモンスター』は「PM」、『アドバンスジェネレーション』は「AG」、『ベストウイッシュ』は「BW」と表記する。

## 概要
ゲーム版『ポケットモンスター ダイヤモンド・パール』の発売日当日にスタートした、シリーズ第3弾である。前シリーズのハルカと同様にゲーム版の女の子用主人公をモデルにしたヒカリがもう1人の主人公として登場する。『AG』最終回でサトシとピカチュウ・エイパムがシンオウ地方行きの船に乗り、『DP』第1話のラストでシンオウ地方に到着することで前作と繋がっている。また、一部の話では過去のことが語られている。
タイトルからも分かるように本作は当時発売された本編ゲーム『ポケットモンスター ダイヤモンド・パール』をベースにしており、途中から『ポケットモンスター プラチナ』や『ポケットモンスター ハートゴールド・ソウルシルバー』の要素も絡めている。
シリーズの変更に合わせて番組最後のミニコーナーも変更となり、前作の「ポケモントリビアクイズ」に代わって「オーキド博士のポケモン講座」を改題した「オーキド博士のポケモン大百科」がスタートした。さらに2008年10月16日放送の第98話からは、クイズ形式に派生した「オーキド博士のポケモン大検定」として放送されていた。
TXNでの初回放送では初めてとなる3話連続放送の2時間スペシャルとして放送された。系列外の地方局については原則的には従来通り3週に分けて放送されたが、独立U局の岐阜放送とテレビ和歌山では同時ネットで放送された。
本シリーズ開始と同時に『NARUTO -ナルト-』が水曜から木曜に枠移動してからは、19時台のアニメ枠と20時台の『TVチャンピオン2』→『チャンピオンズ』のスペシャルを交互に放送するようになり、同時に年末年始以外でも特番の挿入などによる放送休止が多くなった。その後、2009年4月で長年放送された『木曜洋画劇場』の放送終了で2枠に分割された結果、19時台のスペシャルは『ポケモン』シリーズと後枠の『NARUTO -ナルト- 疾風伝』がおおむね交互に放送されるようになり、2017年3月に『NARUTO -ナルト- 疾風伝』が終了するまでこの形式が続いた。
スペシャル時などのコーナーナレーションは服部伴蔵門が担当している。
2007年にポケモンアニメ10周年を迎え、第32話「琥珀の城のビークイン！」でテレビシリーズ通算500回目の放送を達成した。2009年には第132話「フルバトル!シンジ対サトシ!!（後編）」で通算600回目の放送を達成した。
番組最高視聴率は第1-3話（2時間スペシャル）の9.3%、平均視聴率は6.4%。
テレビ東京系列のみ字幕放送を実施。黄色はサトシ・水色はヒカリでその他のキャラクターは白色で表示される。
本作放送終了後は、引き続き全てのネット局で『ポケットモンスター ベストウイッシュ』が放送されている。
2011年2月3日には、最終回以来約4ヶ月ぶりに1時間スペシャル『ポケットモンスター ダイヤモンド&パール 特別編』が放送された。2話の新作エピソードでは、ヒカリやタケシの視点で、サトシと別れた後にあった出来事を描いている。放送時『ベストウイッシュ』放送中であったが『ダイヤモンド&パール』の話の為、 OPやEDは本作最終回時点のものが使用された。2017年3月22日まで、ディズニーXDでも特別編を含めて放送された。関東地区での視聴率は7.1%。遅れネット局では30分ずつ2話に分けて放送されたが、四国放送では放送されていない。
シリーズの中で欠番や未放送（お蔵入り）となった話が存在しないシリーズは海外版を除いて、初でもある。

### 製作
今シリーズからは、2002年まで『PM』において首藤剛志が担当していたシリーズ構成の職が復活し、冨岡淳広が担当した。
キャラクターデザインも『AG』まで担当していた一石小百合から、『PM』や『AG』の総作画監督を担当していた山田俊也が総作監と兼任する形で担当することになった。第171話からは総作監を広岡歳仁が引き継ぎ、各話演出の浅田裕二が須藤典彦と共同で監督を務めた。
アニメーション制作を担当するオー・エル・エムはプロデューサー単位のチーム制で作品制作を行うため、多くのOLM作品の場合、スタッフクレジットでチーム名がTEAM○○と表記される。本作でも井口憲明率いるTEAM IGUCHIが表記されていたが、第136話を最後に降板。これがチームとして最後の作品となった。第164話からは『たまごっち!』などの制作デスクを務めていた加藤浩幸が制作担当に就任し、新たにTeam Katoがクレジットされるようになった。Team Katoはシリーズ最終作となる『新無印（第7シリーズ）』終了まで制作を担当し続けた。

### ストーリーについて
本作は、ゲーム版の設定を『AG』以上に踏襲している点が見られる。同一シリーズ内では初めて四天王・チャンピオンが出揃ったり、ゲーム中にダンジョンなどで登場することになるパートナーキャラ（モミやミル・ゲンなど）が全員登場するなど、登場キャラクターにも恵まれている。また、本作では複数の回に跨る伏線や前2作の出来事を踏まえた台詞や描写が多数散りばめられる、2人の主人公やポケモンたちと2人を取り巻く人々が互いに関わり合いを通じて頻繁に苦悩・葛藤し、着実に成長を遂げていく姿が多く描かれるなど、他のシリーズ作品に比べ群像劇・人間ドラマ的要素が強い作品となっている。一方で、無印や『AG』、『BW』と異なり、ストーリーの舞台が途中で大きく移されることはなく一貫してシンオウ地方の冒険であり、ゲーム版『ブラック・ホワイト』で新登場のポケモンやイッシュ地方に関する要素は一切登場しなかった。
本作の最終回はPMの金銀編やAGのようにラストでサトシが次の冒険の舞台へ向かうのではなく、サトシとピカチュウがマサラタウンに帰還する後ろ姿で物語が締めくくられている。同じく最終回でロケット団のムサシ・コジロウ・ニャースがサカキに呼ばれることから、BWはサトシがシンオウ地方から帰還後のストーリーとされている。

### 番組内で行われた特別企画
シリーズ10周年企画
このシリーズの放送期間中にテレビアニメの放送が10周年を迎え、2007年3月8日放送の第30話（1時間スペシャル）から10月4日放送の第49・50話（1時間スペシャル）までは放送の冒頭に10周年を迎えたことを知らせる短い告知が挿入された。なおこの期間中の「ポケモン大百科」はタイトルコールがカットされ、冒頭の数秒間の間に画面の右上にタイトルが表示されていた。
ギザ元気キャンペーン
またTXNでは2009年4月2日放送の第121話・第122話（1時間スペシャル）から6月25日放送の第133話まで「ポケモンでギザ元気！」キャンペーンとして、冒頭には中川翔子の掛け声とともに「ギザみみピチュー」のキャンペーンロゴが挿入され、番組中に出てきたキャンペーンロゴを数えるクイズに、テレビ東京あにてれ内にある公式ホームページ上で答えて正解すると、パソコンの壁紙や携帯電話の待ち受け画像が貰える+その壁紙・待ち受けに記されている全てのキーワードを集めて応募すると豪華賞品が貰えるという企画が実施された。
また、この期間中は前述の「ポケモン大検定」に代わって『ポケモン☆サンデー』の出演者が番組ジャックとしてポケモンを題材としたショートコントをするミニコーナーが数回放送された。なお、キャンペーン開始当初は番組の最後にクイズのお知らせを挿入していたため次回予告が短縮版に変更されていたが、途中からはお知らせがテロップ化されたため通常版に戻された。

### 映像サイズに関して
2000年代中頃からハイビジョン制作のアニメ作品が増えている中、本作は前シリーズから引き続き標準画質（画面比4:3）で製作されている状態が続いていた。その後、2009年4月2日放送の第121話・122話（1時間スペシャル）からハイビジョン制作（画面比16:9）に移行した。
実際には3月26日放送内の次回予告からハイビジョン製作に切り替わっている。また、ハイビジョン化に合わせて話の最後に挿入される「TO BE CONTINUED...」のテロップが「To Be Continued」のテロップになりフォントも一新された他、タイトルコール・アイキャッチの画像もハイビジョンによる新しい映像に変更された。
アナログ放送では当初画面比4:3サイドカットでの放送となっていたが、2009年10月1日放送の第145話・146話（1時間スペシャル）からレターボックスでの放送に移行した。

## あらすじ
舞台はシンオウ地方。その地方のフタバタウンには1人の女の子がいた。彼女の名はヒカリ。母親のアヤコは過去にポケモンコーディネーターの頂点「トップコーディネーター」に立った有名人。アヤコに憧れるヒカリは自分もトップコーディネーターになることを目標としていた。10歳になって旅立ちの日を迎えたヒカリは、マサゴタウンに研究所を受け持つナナカマド博士から貰ったペンギンポケモン・ポッチャマと共にポケモンコンテストを巡る旅に挑んでいく。
その頃、カントー地方のバトルフロンティアを制覇しハルカとマサト姉弟・タケシと別れた後、サトシはピカチュウとエイパムを連れて、シンオウリーグ出場を目指すためにシンオウ地方へ。しかし、後を追って来たロケット団の襲撃でピカチュウが吹っ飛ばされてしまう。
サトシはエイパムと共に必死にピカチュウを探し始める。その最中、ブリーダー修行を続けるためにウソハチとともに旅を再開したタケシと偶然出会い、行動をともにする。一方、サトシとはぐれたピカチュウは旅を始めたばかりのヒカリに発見されていた。ナナカマド博士の導きで合流したサトシ達は、それぞれの目標のために3人で旅をすることになる。

## 登場人物
以下の人物・団体は個別項目を参照。
サトシと手持ちポケモン
- サトシ - 松本梨香
  - ピカチュウ - 大谷育江
  - サトシのポケモン (ダイヤモンド&パール)
  - サトシのポケモン (カントー・オレンジ諸島編)
  - サトシのポケモン (ジョウト編)
  - サトシのポケモン (アドバンスジェネレーション)

メインキャラクター
- タケシ - うえだゆうじ
- ヒカリ - 豊口めぐみ
  - ポッチャマ - 小桜エツ子

ロケット団
- ムサシ - 林原めぐみ
- コジロウ - 三木眞一郎
- ニャース - 犬山イヌコ

準メインキャラクター
- シンジ - 古島清孝
- ナオシ - 中井和哉
- ノゾミ - 早水リサ
- ケンゴ - 三田ゆう子
- コウヘイ - 三戸耕三
- ジュン - 鈴木達央
- ウララ - 川澄綾子
- ジョーイ - 山口由里子
- ジュンサー - 西村ちなみ

その他のキャラクター
- オーキド博士 - 石塚運昇
- シゲル - 小林優子
- ハナコ - 豊島まさみ
- ハルカ - 鈴木カオリ
- ジムリーダー
- 四天王・チャンピオン
- フロンティアブレーン
- ロケット団

## スタッフ
- 原案 - 田尻智、増田順一、杉森建
- スーパーバイザー - 石原恒和
- アソシエイトプロデューサー - 吉川兆二
- アニメーション監修 - 小田部羊一
- 企画 - 陣内弘之（第1話）→伊藤憲二郎（第2話 - 第162話）→福永晋（第163話 - 第193話）、久保雅一、
- 総監督 - 湯山邦彦
- 監督 - 須藤典彦、浅田裕二（第171話 - 第193話）
- シリーズ構成 - 冨岡淳広
- キャラクター原案 - 藤原基史、岩下明日香、森本茂樹、富田愛美、吉田宏信、八木裕之、太田敏、海野隆雄、にしだあつこ、江尾可奈子、斉藤むねお、外山健吉、吉川玲奈、渕野大樹、奥谷順、吉田絵美、後藤浩之、大村祐介、李ヒョンジョン
- キャラクターデザイン - 山田俊也
- 総作画監督 - 山田俊也（第1話 - 第170話）→広岡歳仁（第171話 - 第193話）
- 総作画監督補佐 - 山下恵（第1話 - 第36話）、小野歩（第107話）、広岡歳仁（第165話 - 第170話）
- 美術監督 - 金村勝義
- 色彩設計 - 吉野記通
- 撮影監督 - 白井久男
- 編集 - 辺見俊夫
- 音響監督 - 三間雅文
- 音楽 - 宮崎慎二
- 一部原曲・作曲 - 一之瀬剛、青木森一、佐藤仁美
- 音楽協力 - テレビ東京ミュージック
- ナレーター - 石塚運昇
- 協力 - ジェイアール東日本企画
- プロデューサー - 松山進（第1話 - 第86話）→小田原明子（第87話 - 第133話）→佐々木亮（第134話 - 第193話）、原田孝（第1話 - 第86話）→都築博（第87話 - 第133話）→首藤徹（第134話 - 第149話）→田中茂裕（第150話 - 第193話）、盛武源
- アニメーションプロデューサー - 神田修吉
- アニメーション制作 - OLM TEAM IGUCHI（第1話 - 第136話）→OLM（第137話 - 第163話）→OLM Team Kato（第164話 - 第193話）
- 製作 - テレビ東京、MEDIANET、小学館プロダクション→ShoPro

## 主題歌
このシリーズでは出演声優やキャラクターが歌う曲が多かったこれまでのシリーズと違い、一般のアーティストが担当する曲が大半を占めている。ちなみに一般のアーティストの大半の楽曲が歌手デビュー作であり、基本的には女性ボーカリストが担当している。また、リメイクされて別のバージョンが使用されることも多い。
CDの発売元は、全てピカチュウレコード（メディアファクトリーのレーベル）である。

### オープニングテーマ
| 話数    | 曲名                                   | 歌手                                    | 概要 |
| ------- | -------------------------------------- | --------------------------------------- | --- |
| 2-78    | Together                               | あきよしふみえ                          | 第1話では使用されず、本編冒頭に主要スタッフがクレジットされた。初回を2時間スペシャルで放送したテレビ東京系列局・岐阜放送・テレビ和歌山では第4話から使用。 |
| 79-95   | Together2008                           | あきよしふみえ                          | アニメーションは先代と同じ。 |
| 96-133  | ハイタッチ!                            | サトシ（松本梨香）&ヒカリ（豊口めぐみ） | 第121話からはハイビジョン制作移行に伴いアニメーションが変更。                                                                                             |
| 134-157 | ハイタッチ!2009                        | サトシ（松本梨香）&ヒカリ（豊口めぐみ） | アニメーションは先代（第121話以降）と同じ。 |
| 158-182 | サイコー・エブリデイ!                  | あきよしふみえ                          | 第179話では、挿入歌としても使用。 |
| 183-193 | サイコー・エブリデイ! （BAND VERSION） | あきよしふみえ with THE GREATEST-BAND   | |

### エンディングテーマ
| 話数          | 曲名                                            | 歌手                                 | 備考 |
| ------------- | ----------------------------------------------- | ------------------------------------ | --- |
| 1-23          | 君のそばで 〜ヒカリのテーマ〜                   | グリン                               | |
| 24-50         | 君のそばで 〜ヒカリのテーマ〜（PopUp. Version） | グリン                               | テレビ東京系列局と岐阜放送では、1時間スペシャルとして同日に連続で放送された第24話と第25話のスタッフをまとめて表記したエンディングから使用されている。 |
| 51-61         | 君のそばで 〜ヒカリのテーマ〜 (Winter. Version) | グリン                               | |
| 62-72・ 84-95 | 風のメッセージ                                  | 水橋舞                               | |
| 73-83         | 風のメッセージ (PokaPoka-VERSION.)              | 水橋舞                               | |
| 96-120        | あしたはきっと                                  | 歌奈子                               | |
| 121-144       | もえよ ギザみみピチュー！                       | ギザみみピチュー starring しょこたん | この代からハイビジョン制作へ移行。 |
| 145-182       | ドッチ〜ニョ?                                   | モーモーミルクとアラキさん           | 最後は原曲にはない歌詞が追加され、「上」「下」「左」「右」でオチが異なり、その部分の歌詞は音声より後にクレジットされる。第159話・第160話・第163話 - 第169話は、実写のプロモーションビデオがエンディングで流れた。第170話以降は歌詞の2番が使用されている。また、歌詞に合わせて一部のアニメーションも変更された。 |
| 183-193       | 君の胸にLaLaLa                                  | MADOKA.                              | コーラスアレンジに高橋哲也。 本放送最終回となった第191話では2番の歌詞が流れ、通常はスタッフクレジットが表示される領域に『ダイヤモンド&パール』のダイジェストシーンが挿入された。 これに伴い、スタッフクレジットは画面下部で右から左に流す形式が取られている。 また、エンディング後にエピローグを入れるという特別な構成となった。オンエア時は、2010年7月1日から配信シングルとして携帯サイト「アニメロ」で配信されていた。 |

### 挿入歌
全てノンクレジット。
- 「スパート!」 （第23話）
- 「Ready Go!」（第27話など）
- 「ポケモンシンフォニックメドレー」（第29話など）
- 「ポルカ・オ・ドルカ」（第33話）
- 「そこに空があるから」(第44話・第100話)
- 「なつやすみファンクラブ」(第39話)
- 「めざせポケモンマスター'98」（第47話）
- 「チャレンジャー!!」（第67話）
- 「タイプ:ワイルド」（第68話・第188話）
- 「風といっしょに」（第73話など）
- 「ぼくのベストフレンドへ」（第74話）
- 「バトルフロンティア」（第77話など）
- 「私、負けない!〜ハルカのテーマ〜」（第76話・第77話、第76話はインストバージョン）
- 「君のそばで 〜ヒカリのテーマ〜」（第77話など）
- 「ポケモン音頭」（第82話）
- 「タケシのパラダイス」（第87話・第193話）
- 「ロケット団よ永遠に」（第92話）
- 「前向きロケット団!」（第92話）
- 「ともだち記念日」（イントロのみ）（第122話・第146話・第191話)
- 「君のそばで 〜ヒカリのテーマ〜 New Arrange Ver.」（第177話・第192話）
- 「ポケモンシンフォニックメドレー2」（第182話・第192話）
- 「めざせポケモンマスター2001」（第185話）
- 「Together2007」（第191話）

## 各話リスト
放送日は全てテレビ東京系列のもの。
| 放送日         | 話数 | サブタイトル                             | 脚本       | 絵コンテ     | 演出       | 作画監督          |
| -------------- | ---- | ---------------------------------------- | ---------- | ------------ | ---------- | ----------------- |
| 2006年 9月28日 | 1    | 旅立ち！フタバタウンからマサゴタウンへ！ | 冨岡淳広   | 須藤典彦     | 小山賢     | 志村泉            |
| 2006年 9月28日 | 2    | ピカチュウをさがせ！202番道路！          | 冨岡淳広   | 山田浩之     | 山田浩之   | 新城真            |
| 2006年 9月28日 | 3    | ライバルバトル！三対三!!                 | 冨岡淳広   | 秦義人       | 秦義人     | 船津弘美          |
| 10月5日        | 4    | ポッチャマ対スボミー！ヒカリ初バトル!!   | 冨岡淳広   | 日高政光     | 牧野行洋   | 木下和栄 牧野行洋 |
| 10月19日       | 5    | ナエトル、ゲットだぜ！                   | 藤田伸三   | 小山賢       | 渡辺正彦   | 志村泉            |
| 10月26日       | 6    | 迷いの森！シンジふたたび!!               | 米村正二   | 浅田裕二     | 浅田裕二   | 岩根雅明          |
| 11月2日        | 7    | ポッチャマがんばる!!                     | 武上純希   | 山田浩之     | 山田浩之   | 新城真            |
| 11月9日        | 8    | なぞのジムのグレッグル！                 | 大橋志吉   | 日高政光     | 小山賢     | 志村泉            |
| 11月16日       | 9    | ミミロルとあそぼう!?                     | 冨岡淳広   | 湯山邦彦     | 秦義人     | 船津弘美          |
| 11月30日       | 10   | ポケッチ入手困難!?                       | 藤田伸三   | 日高政光     | 牧野行洋   | 木下和栄          |
| 12月7日        | 11   | ヒカリ！コンテストデビュー!!             | 冨岡淳広   | 浅田裕二     | 浅田裕二   | 岩根雅明          |
| 12月14日       | 12   | コンテストバトル！ライバル対決!!         | 冨岡淳広   | 日高政光     | 渡辺正彦   | 志村泉            |
| 12月21日       | 13   | ムックルがんばる！                       | 十川誠志   | 山田浩之     | 山田浩之   | 新城真            |
| 12月21日       | 14   | タケシにおまかせ！                       | 米村正二   | 小山賢       | 小山賢     | 船津弘美          |
| 2007年 1月11日 | 15   | クロガネジム！ヒョウタVSシンジ!!         | 冨岡淳広   | 秦義人       | 秦義人     | 志村泉            |
| 1月18日        | 16   | ズガイドスVSピカチュウ！                 | 冨岡淳広   | 浅田裕二     | 浅田裕二   | 岩根雅明          |
| 1月25日        | 17   | 古代ポケモン大進撃！                     | 冨岡淳広   | 日高政光     | 牧野行洋   | 木下和栄          |
| 2月1日         | 18   | クロガネジムふたたび！決戦ラムパルド!!   | 冨岡淳広   | 日高政光     | 古賀一臣   | 志村泉            |
| 2月8日         | 19   | パチリスゲットで･･･大丈夫!?              | 武上純希   | 山田浩之     | 山田浩之   | 新城真            |
| 2月22日        | 20   | ポケモンハンターJ！                      | 米村正二   | 小山賢       | 小山賢     | 船津弘美          |
| 3月1日         | 21   | 最強のコイキングと最も美しいヒンバス！   | 大橋志吉   | 浅田裕二     | 浅田裕二   | 岩根雅明          |
| 3月8日         | 22   | パチリスVSエイパム！コンテストバトル!!   | 武上純希   | 秦義人       | 宮原秀二   | 武田ゆうさく      |
| 3月15日        | 23   | 爆走ハガネール！ビッパの村を守れ!!       | 十川誠志   | 日高政光     | 秦義人     | 志村泉            |
| 3月29日        | 24   | 対決！サトシ対ピカチュウ!?               | 藤田伸三   | 日高政光     | 牧野行洋   | 木下和栄          |
| 3月29日        | 25   | 怪傑ロズレイドと花伝説！                 | 松井亜弥   | 山田浩之     | 山田浩之   | 新城真            |
| 4月5日         | 26   | ポケモンコンテスト！ソノオ大会!!         | 冨岡淳広   | 浅田裕二     | 浅田裕二   | 岩根雅明          |
| 4月5日         | 27   | 決戦！ポッチャマVSポッタイシ!!           | 冨岡淳広   | 小山賢       | 小山賢     | 志村泉            |
| 4月12日        | 28   | フワンテと北風の使い！                   | 米村正二   | 日高政光     | 宮原秀二   | たけだゆうさく    |
| 4月12日        | 29   | サトシとヒカリ！タッグバトルで大丈夫!?   | 大橋志吉   | 秦義人       | 古賀一臣   | 船津弘美          |
| 4月19日        | 30   | ハクタイの森！ミノムッチ進化作戦!!       | 藤田伸三   | 牧野行洋     | 牧野行洋   | 木下和栄          |
| 4月26日        | 31   | ナエトル対ナエトル！スピード対決!!       | 武上純希   | 浅田裕二     | 浅田裕二   | 岩根雅明          |
| 5月3日         | 32   | 琥珀の城のビークイン！                   | 十川誠志   | 山田浩之     | 山田浩之   | 夏目久仁彦        |
| 5月10日        | 33   | スキです！ポケモンなりきり大会!!         | 松井亜弥   | 浅田裕二     | 浅田裕二   | 岩根雅明          |
| 5月17日        | 34   | ブイゼル！最強への道!!                   | 米村正二   | 誌村宏明     | 小山賢     | 志村泉            |
| 5月24日        | 35   | 四天王ゴヨウとドータクン！               | 大橋志吉   | 日高政光     | 古賀一臣   | 船津弘美          |
| 5月31日        | 36   | シンオウ時空伝説！                       | 冨岡淳広   | 牧野行洋     | 牧野行洋   | 木下和栄          |
| 6月7日         | 37   | ハクタイジム！VSナタネ!!                 | 武上純希   | 日高政光     | 古賀一臣   | 志村泉            |
| 6月21日        | 38   | 爆誕！サイクリングロード!!               | 藤田伸三   | 山田浩之     | 山田浩之   | 夏目久仁彦        |
| 7月5日         | 39   | ピカチュウのおるすばん！                 | 松井亜弥   | 浅田裕二     | 浅田裕二   | 玉川明洋 岩根雅明 |
| 7月19日        | 40   | チャンピオン・シロナ登場！               | 冨岡淳広   | 日高政光     | 宮原秀二   | たけだゆうさく    |
| 7月26日        | 41   | ヒカリとノゾミとダブルパフォーマンス！   | 冨岡淳広   | 日高政光     | 小山賢     | 志村泉            |
| 8月9日         | 42   | ラクライ訓練センター！                   | 十川誠志   | 日高政光     | 浅田裕二   | 岩根雅明          |
| 8月16日        | 43   | ムウマージ！悪夢からの脱出!!             | 米村正二   | 大庭秀昭     | 秦義人     | 木下和栄          |
| 8月23日        | 44   | 迷子のヒポポタスを助けろ！               | 大橋志吉   | 山田浩之     | 山田浩之   | 夏目久仁彦        |
| 8月30日        | 45   | ハンターJ再び！タテトプスを守れ!!        | 藤田伸三   | 小山賢       | 古賀一臣   | 志村泉            |
| 9月13日        | 46   | 迷路でシャッフル！みんなでハッスル!!     | 武上純希   | 浅田裕二     | 浅田裕二   | 岩根雅明          |
| 9月27日        | 47   | ミルとケーシィと水の底！                 | 大橋志吉   | 日高政光     | 宮原秀二   | たけだゆうさく    |
| 9月27日        | 48   | サトシとヒカリ！新たなる冒険に向かって!! | （総集編） | （総集編）   | （総集編） | （総集編）        |
| 10月4日        | 49   | ポケモンコンテスト！ヨスガ大会!!         | 冨岡淳広   | 牧野行洋     | 秦義人     | 木下和栄          |
| 10月4日        | 50   | 全員参加！タッグバトル!!                 | 冨岡淳広   | 山田浩之     | 山田浩之   | 夏目久仁彦 新城真 |
| 10月18日       | 51   | ヒコザルVSザングース！運命のバトル!!     | 冨岡淳広   | 日高政光     | 古賀一臣   | 志村泉            |
| 10月25日       | 52   | タッグバトル！ファイナル!!               | 冨岡淳広   | 浅田裕二     | 浅田裕二   | 岩根雅明          |
| 11月8日        | 53   | ヒコザルの涙！                           | 松井亜弥   | 小山賢       | 小山賢     | 広岡歳仁          |
| 11月15日       | 54   | ナタネとサボネア！さよならは誰のため！   | 十川誠志   | 於地紘仁     | 宮原秀二   | たけだゆうさく    |
| 11月22日       | 55   | エイパムとブイゼル！それぞれの道!!       | 冨岡淳広   | 奥村よしあき | 秦義人     | 木下和栄          |
| 11月29日       | 56   | ミカルゲの要石！                         | 大橋志吉   | 山田浩之     | 山田浩之   | 新城真 夏目久仁彦 |
| 11月29日       | 57   | ビーダルは知っていた!                    | 武上純希   | 浅田裕二     | 浅田裕二   | 岩根雅明          |
| 12月6日        | 58   | ダイノーズ！熱き魂!!                     | 藤田伸三   | 小山賢       | 小山賢     | 田口広一          |
| 12月13日       | 59   | レントラーの瞳！                         | 米村正二   | 日高政光     | 古賀一臣   | 志村泉            |
| 12月20日       | 60   | ズイの遺跡のアンノーン！                 | 冨岡淳広   | 日高政光     | 古賀一臣   | 玉川明洋          |
| 12月20日       | 61   | ポケモンコンテスト！ズイ大会!!           | 冨岡淳広   | 井硲清高     | 浅田裕二   | 岩根雅明          |

| 放送日         | 話数 | サブタイトル                                     | 脚本       | 絵コンテ          | 演出         | 作画監督            |
| -------------- | ---- | ------------------------------------------------ | ---------- | ----------------- | ------------ | ------------------- |
| 2008年 1月10日 | 62   | メイドカフェのミルタンク！                       | 米村正二   | 山田浩之          | 古賀一臣     | 夏目久仁彦          |
| 1月17日        | 63   | ウリムートリオと湯けむりバトル!!                 | 武上純希   | 秦義人            | 秦義人       | 木下和栄            |
| 1月24日        | 64   | グライオンとグライガー！風の迷路をぬけて!!       | 藤田伸三   | 小山賢            | 小山賢       | 志村泉              |
| 1月31日        | 65   | パチリスはカバルドンの口の中!?                   | 大橋志吉   | 於地紘仁          | 宮原秀二     | たけだゆうさく      |
| 2月7日         | 66   | ルカリオ！怒りのはどうだん!!                     | 冨岡淳広   | 浅田裕二          | 浅田裕二     | 岩根雅明            |
| 2月14日        | 67   | ヒカリはじめてのジムバトル!!                     | 冨岡淳広   | 日高政光          | 古賀一臣     | 田口広一            |
| 2月28日        | 68   | トバリジム！ルカリオ対ブイゼル!!                 | 米村正二   | 日高政光          | 小山賢       | 志村泉              |
| 3月6日         | 69   | ステキファッション！その名はギンガ団!!           | 冨岡淳広   | 山田浩之          | 山田浩之     | 夏目久仁彦          |
| 3月13日        | 70   | シャンとしてリーシャン！                         | 大橋志吉   | 秦義人            | 秦義人       | 木下和栄            |
| 3月20日        | 71   | ポケモンレンジャー！波導のリオル!! -前編-        | 藤田伸三   | 浅田裕二          | 古賀一臣     | 玉川明洋            |
| 3月20日        | 72   | ポケモンレンジャー！波導のリオル!! -後編-        | 藤田伸三   | 浅田裕二          | 浅田裕二     | 岩根雅明            |
| 4月3日         | 73   | さよならドクケイル！                             | 武上純希   | 湯山邦彦          | 宮原秀二     | たけだゆうさく      |
| 4月3日         | 74   | ピカチュウ！ライチュウ！進化への道!!             | 米村正二   | 小山賢            | 小山賢       | 志村泉              |
| 4月17日        | 75   | コンテストマスター・ミクリ登場!!                 | 冨岡淳広   | 山田浩之          | 山田浩之     | 夏目久仁彦          |
| 4月24日        | 76   | レストラン七つ星！タッグバトルでフルコース!!     | 冨岡淳広   | 浅田裕二          | 浅田裕二     | 岩根雅明            |
| 5月8日         | 77   | みんなライバル！ミクリカップ!!                   | 冨岡淳広   | 日高政光          | 古賀一臣     | 田口広一            |
| 5月8日         | 78   | 激闘！それぞれのバトル!!                         | 冨岡淳広   | 秦義人            | 秦義人       | 木下和栄            |
| 5月15日        | 79   | 決戦！ヒカリ対ハルカ!!                           | 冨岡淳広   | 日高政光          | 新田典生     | 志村泉              |
| 5月22日        | 80   | ヤンヤンマ！ゲット作戦!!                         | 大橋志吉   | 小山賢            | 小山賢       | 田口広一            |
| 5月29日        | 81   | 灼熱のヒコザル！                                 | 冨岡淳広   | 浅田裕二          | 浅田裕二     | 岩根雅明            |
| 6月5日         | 82   | ノモセ大湿原のグレッグル祭り!?                   | 武上純希   | 山田浩之          | 山田浩之     | 夏目久仁彦 新城真   |
| 6月19日        | 83   | ノモセジム！VSマキシマム仮面!!                   | 冨岡淳広   | 日高政光          | 中村近世     | たけだゆうさく      |
| 7月3日         | 84   | ウラヤマさんちの大食いウリムー！                 | 藤田伸三   | 古賀一臣          | 古賀一臣     | 志村泉              |
| 7月3日         | 85   | グライガー！友情の翼!!                           | 米村正二   | 小山賢            | 小山賢       | 広岡歳仁            |
| 7月10日        | 86   | ヨスガコレクション！ポケモンスタイリストへの道!! | 武上純希   | 浅田裕二          | 浅田裕二     | 岩根雅明            |
| 7月24日        | 87   | コダックの通せんぼ！                             | 大橋志吉   | 秦義人            | 秦義人       | 木下和栄            |
| 8月7日         | 88   | ポケモンサマースクール開講!!                     | 米村正二   | 山田浩之          | 山田浩之     | 夏目久仁彦          |
| 8月14日        | 89   | 研究発表「湖の伝説」！                           | 大橋志吉   | 日高政光          | 鎌倉由美     | 松坂定俊            |
| 8月21日        | 90   | 放課後はゴーストタイム!?                         | 武上純希   | 日高政光          | 新田典生     | 志村泉              |
| 8月28日        | 91   | 最後の大勝負！ポケモントライアスロン!!           | 藤田伸三   | 浅田裕二          | 浅田裕二     | 岩根雅明            |
| 9月4日         | 92   | 原点回帰だロケット団!?                           | 松井亜弥   | 古賀一臣          | 古賀一臣     | 横山隆              |
| 9月11日        | 93   | 踊るジムリーダー！メリッサ登場!!                 | 冨岡淳広   | 秦義人            | 秦義人       | 木下和栄            |
| 9月25日        | 94   | パチリスお熱です！2人でお留守番!?                | 大橋志吉   | 小山賢            | 小山賢       | 志村泉              |
| 9月25日        | 95   | ポケモンコンテスト！カンナギ大会!!               | 米村正二   | 山田浩之          | 山田浩之     | 夏目久仁彦          |
| 10月2日        | 96   | ギンガ団襲撃!! -前編-                            | 冨岡淳広   | 浅田裕二          | 浅田裕二     | 岩根雅明            |
| 10月2日        | 97   | ギンガ団襲撃!! -後編-                            | 冨岡淳広   | 浅田裕二          | 古賀一臣     | 志村泉              |
| 10月16日       | 98   | 浮かぶ未確認怪物!?                               | 武上純希   | 新田典生          | 新田典生     | 広岡歳仁            |
| 10月23日       | 99   | 四天王リョウ！出会いと別れの森！                 | 藤田伸三   | 日高政光 山本珠代 | 細谷秋夫     | たけだゆうさく      |
| 10月30日       | 100  | ナエトル、ハヤシガメ… そしてドダイトス！         | 冨岡淳広   | 秦義人            | 秦義人       | 木下和栄            |
| 11月6日        | 101  | ライバルトレーナー・ジュン登場!!                 | 藤田伸三   | 小山賢            | 小山賢       | 志村泉              |
| 11月13日       | 102  | ヨスガジム戦！VSメリッサ!!                       | 冨岡淳広   | 浅田裕二          | 浅田裕二     | 岩根雅明            |
| 11月20日       | 103  | 混戦混乱ミオシティ！                             | 大橋志吉   | 山田浩之          | 山田浩之     | 夏目久仁彦          |
| 12月4日        | 104  | クレセリアVS（たい）ダークライ！                 | 武上純希   | 古賀一臣          | 古賀一臣     | 志村泉              |
| 12月4日        | 105  | 羊羹とロトム！                                   | 米村正二   | 新田典生          | 新田典生     | 田口広一 広岡歳仁   |
| 12月11日       | 106  | ポケモンと仲良くなる方法!?                       | 大橋志吉   | 小山賢            | 細谷秋夫     | たけだゆうさく      |
| 12月18日       | 107  | ラムパルドVSトリデプス!!                         | 武上純希   | 秦義人            | 秦義人       | 木下和栄            |
| 12月25日       | 108  | ミオジム戦！はがねのバトル!!                     | 藤田伸三   | 浅田裕二          | 浅田裕二     | 岩根雅明            |
| 2009年 1月8日  | 109  | 迷子のホエルコ！                                 | 米村正二   | 山田浩之          | 山田浩之     | 夏目久仁彦          |
| 1月15日        | 110  | ゲンとルカリオ！                                 | 冨岡淳広   | 小山賢            | 小山賢       | 志村泉              |
| 1月22日        | 111  | 鋼鉄島の遺跡！                                   | 冨岡淳広   | 日高政光 山本珠代 | 古賀一臣     | 広岡歳仁            |
| 1月29日        | 112  | ピカチュウ・ポッチャマ漂流記！                   | 藤田伸三   | 浅田裕二          | 浅田裕二     | 岩根雅明            |
| 2月5日         | 113  | いたずらフィオネ！                               | 松井亜弥   | 大庭秀昭          | 秦義人       | 木下和栄            |
| 2月12日        | 114  | ポケモンコンテスト！アケビ大会!!                 | 冨岡淳広   | 山田浩之          | 渡辺正彦     | 夏目久仁彦          |
| 2月19日        | 115  | ワイルドジュンサーと相棒ペラップ！               | 米村正二   | 小山賢            | 小山賢       | 志村泉              |
| 2月26日        | 116  | 吹雪の中のユキメノコ！                           | 大橋志吉   | 日高政光 山本珠代 | 細谷秋夫     | たけだゆうさく      |
| 3月5日         | 117  | ロケット団解散!?                                 | 武上純希   | 古賀一臣          | 古賀一臣     | 広岡歳仁            |
| 3月12日        | 118  | ポケリンガ！天空大決戦!!                         | 米村正二   | 日高政光 山本珠代 | 浅田裕二     | 岩根雅明            |
| 3月26日        | 119  | 激突！マンムーVSボスゴドラ!!                     | 大橋志吉   | 大庭秀昭          | 秦義人       | 木下和栄            |
| 3月26日        | 120  | ふしぎないきものポケットモンスター！             | （総集編） | （総集編）        | （総集編）   | （総集編）          |
| 4月2日         | 121  | さびしがりやのユキカブリ！                       | 松井亜弥   | 山田浩之          | 渡辺正彦     | 夏目久仁彦          |
| 4月2日         | 122  | 進化！その時ポッチャマは!?                       | 藤田伸三   | 小山賢            | 小山賢       | 志村泉              |
| 4月16日        | 123  | ポケモンコンテスト・タツナミ大会!!               | 冨岡淳広   | 日高政光 山本珠代 | 細谷秋夫     | たけだゆうさく      |
| 4月23日        | 124  | ポケモンピンポン大会！エテボースがんばる!!       | 武上純希   | 浅田裕二          | 浅田裕二     | 岩根雅明            |
| 4月30日        | 125  | チェリンボ！けなげなバトル!?                     | 武上純希   | 古賀一臣          | 古賀一臣     | 志村泉              |
| 5月7日         | 126  | トレーナーズスクールのスズナ先生！               | 冨岡淳広   | 大庭秀昭          | 近橋伸隆     | 木下和栄            |
| 5月14日        | 127  | キッサキジム！氷のバトル!!                       | 十川誠志   | 山田浩之          | 渡辺正彦     | 夏目久仁彦          |
| 5月21日        | 128  | バトルピラミッド！シンジVSジンダイ!!             | 冨岡淳広   | 小山賢            | 小山賢       | 広岡歳仁            |
| 5月28日        | 129  | 復活のレジギガス！J再び!!                        | 米村正二   | 浅田裕二          | 浅田裕二     | 岩根雅明            |
| 6月4日         | 130  | デンリュウ列車！ハンサム登場!!                   | 藤田伸三   | 日高政光          | 渡辺正彦     | 李正弼              |
| 6月11日        | 131  | フルバトル！シンジVSサトシ!! -前編-              | 冨岡淳広   | 浅田裕二          | 古賀一臣     | 志村泉              |
| 6月18日        | 132  | フルバトル！シンジVSサトシ!! -後編-              | 冨岡淳広   | 浅田裕二          | 浅田裕二     | 岩根雅明            |
| 6月25日        | 133  | ユクシーの影！                                   | 松井亜弥   | 山田浩之          | 渡辺正彦     | 夏目久仁彦          |
| 7月2日         | 134  | 森の王者！モジャンボ!!                           | 米村正二   | 大庭秀昭          | 近橋伸隆     | 木下和栄            |
| 7月9日         | 135  | 全員参戦！ポケモンハッスル!!                     | 大橋志吉   | 小山賢            | 小山賢       | 志村泉              |
| 7月23日        | 136  | テンガン山の遺跡！ギンガ団の陰謀!!               | 十川誠志   | 日高政光 山本珠代 | 渡辺正彦     | 石井和彦            |
| 8月6日         | 137  | マリル・ポッチャマ・エレキッド！                 | 大橋志吉   | 浅田裕二          | 浅田裕二     | 岩根雅明            |
| 8月13日        | 138  | ヒカリVSママ！親子対決！                         | 松井亜弥   | 大庭秀昭          | 古賀一臣     | 志村泉              |
| 8月20日        | 139  | オーキド博士を救出せよ！ニョロトノVSグレッグル!! | 武上純希   | 井硲清高          | 渡辺正彦     | 夏目久仁彦 新城真   |
| 8月27日        | 140  | ネイティ、ネイティオ… 不思議な森！               | 藤田伸三   | 大庭秀昭          | 近橋伸隆     | 木下和栄            |
| 9月3日         | 141  | タワータイクーン！その男、クロツグ!!             | 冨岡淳広   | 山田浩之          | 古賀一臣     | 志村泉              |
| 9月10日        | 142  | 史上最悪のトゲピー！                             | 米村正二   | 浅田裕二          | 浅田裕二     | 岩根雅明            |
| 9月17日        | 143  | ジョウトフェスタ！チコリータとワニノコ登場!!     | 十川誠志   | 小山賢            | 小山賢       | 古川博之 牧内ももこ |
| 9月17日        | 144  | ダンジョン攻略!?谷間の発電所!!                   | 大橋志吉   | 古賀一臣          | 大庭秀昭     | 志村泉              |
| 10月1日        | 145  | フカマル… ゲットだぜ!!                           | 米村正二   | 山田浩之          | 渡辺正彦     | 新城真 夏目久仁彦   |
| 10月1日        | 146  | ポケモンコンテスト！スイレン大会!!               | 冨岡淳広   | 日高政光 山本珠代 | 浅田裕二     | 岩根雅明            |
| 10月15日       | 147  | サトシとヒカリ！タッグバトル!!                   | 藤田伸三   | 日高政光          | 古賀一臣     | 玉川明洋            |
| 10月22日       | 148  | ムウマとヤミカラスとやみのいし！                 | 武上純希   | 大庭秀昭          | 近橋伸隆     | 木下和栄            |
| 10月29日       | 149  | ピカチュウポッチャマくっつかないで!!             | 十川誠志   | うえだしげる      | うえだしげる | 志村泉              |
| 11月5日        | 150  | 赤い鎖！ギンガ団始動!!                           | 冨岡淳広   | 小山賢            | 小山賢       | 武内啓              |
| 11月12日       | 151  | アグノム・ユクシー・エムリット！                 | 冨岡淳広   | 山田浩之          | 渡辺正彦     | 夏目久仁彦          |
| 11月12日       | 152  | ディアルガとパルキア！最後の戦い!!               | 冨岡淳広   | 浅田裕二          | 浅田裕二     | 岩根雅明            |
| 11月26日       | 153  | 危険がいっぱい！コジロウの宝箱!!                 | 米村正二   | まついひとゆき    | 大庭秀昭     | 志村泉              |
| 12月3日        | 154  | エアバトルマスター登場！グライオンVSハッサム!!   | 大橋志吉   | 大庭秀昭          | 近橋伸隆     | 木下和栄            |
| 12月10日       | 155  | ダブルバトル！マンムーとヒノアラシ!!             | 武上純希   | 日高政光 山本珠代 | 小山賢       | 古川博之 牧内ももこ |
| 12月17日       | 156  | フカマルとりゅうせいぐん!!                       | 藤田伸三   | 金崎貴臣          | 古賀一臣     | 玉川明洋            |
| 12月24日       | 157  | フカマル！ゲットだぜ!!                           | 米村正二   | 浅田裕二          | 浅田裕二     | 岩根雅明            |

| 放送日        | 話数               | サブタイトル                                   | 脚本     | 絵コンテ          | 演出         | 作画監督                            |
| ------------- | ------------------ | ---------------------------------------------- | -------- | ----------------- | ------------ | ----------------------------------- |
| 2010年 1月7日 | 158                | 爆走！ジバコイルVSメタグロス!!                 | 大橋志吉 | まついひとゆき    | 渡辺正彦     | 夏目久仁彦                          |
| 1月14日       | 159                | 唸れ れいとうパンチ！ブイゼルVSバリヤード!!    | 十川誠志 | うえだしげる      | うえだしげる | 広岡歳仁 小山知洋                   |
| 1月21日       | 160                | 燃えよカビゴン！ポケスロンの王者!!             | 武上純希 | 大庭秀昭          | 近橋伸隆     | 木下和栄                            |
| 1月28日       | 161                | 開幕！ポケモンコンテスト・アサツキ大会!!       | 冨岡淳広 | 小山賢            | 小山賢       | 武内啓                              |
| 2月4日        | 162                | ダブルバトル！VSプラスル・マイナン!!           | 冨岡淳広 | 浅田裕二          | 浅田裕二     | 岩根雅明                            |
| 2月11日       | 163                | 爆進化！ゴウカザル!!                           | 冨岡淳広 | まついひとゆき    | 大庭秀昭     | 志村泉                              |
| 2月18日       | 164                | ポッチャマはぐれる！                           | 大橋志吉 | 山田浩之          | 古賀一臣     | 夏目久仁彦                          |
| 2月25日       | 165                | 四天王オーバとジムリーダー・デンジ！           | 米村正二 | 金崎貴臣          | 渡辺正彦     | 古川博之 牧内ももこ 神垣弥生 志村泉 |
| 3月4日        | 166                | 発進！ナギサタワー!!                           | 藤田伸三 | 日高政光 山本珠代 | 近橋伸隆     | 木下和栄                            |
| 3月11日       | 167                | 海辺のポケモンスクール！                       | 十川誠志 | 浅田裕二          | 浅田裕二     | 岩根雅明                            |
| 3月18日       | 168                | 飛べシェイミ！空の彼方へ!!                     | 米村正二 | うえだしげる      | うえだしげる | 緒方厚                              |
| 3月18日       | 169                | ポケモンレンジャー！ヒードラン救出作戦!!       | 武上純希 | 小山賢            | 小山賢       | 小山知洋                            |
| 4月1日        | 170                | 四天王キクノ！カバルドンVSドダイトス!!         | 大橋志吉 | 山田浩之          | 古賀一臣     | 夏目久仁彦                          |
| 4月1日        | 171                | トゲキッス舞う！王女さまのポケモンコンテスト!! | 藤田伸三 | 金崎貴臣          | すがやゆりこ | 武内啓                              |
| 4月15日       | 172                | トゲキッス！華麗なるバトル!!                   | 十川誠志 | 浅田裕二          | 浅田裕二     | 岩根雅明                            |
| 4月22日       | 173                | メタモン・へんしんバトル！本物はドッチ〜ニョ？ | 米村正二 | 大庭秀昭          | 近橋伸隆     | 木下和栄                            |
| 4月29日       | 174                | グランドフェスティバル開幕！炎と氷のアート!!   | 冨岡淳広 | まついひとゆき    | 大庭秀昭     | 志村泉                              |
| 5月6日        | 175                | マンムー、パチリス！決めろ氷のシャンデリア!!   | 藤田伸三 | 金崎貴臣          | 渡辺正彦     | 小山知洋                            |
| 5月13日       | 176                | セミファイナル！決勝へ進むのは!?               | 冨岡淳広 | 山田浩之          | 古賀一臣     | 夏目久仁彦 新城真                   |
| 5月20日       | 177                | 決着ライバル対決！ヒカリVSノゾミ!!             | 冨岡淳広 | 浅田裕二          | 浅田裕二     | 岩根雅明                            |
| 5月27日       | 178                | さよならロケット団！ニャースの恋!?             | 大橋志吉 | 小山賢            | 小山賢       | 緒方厚                              |
| 6月3日        | 179                | 電撃バトル！最後のバッジ!!                     | 十川誠志 | 山田浩之          | うえだしげる | 志村泉                              |
| 6月10日       | 180                | サトシVSケンゴ！それぞれの船出！               | 米村正二 | 大庭秀昭          | 近橋伸隆     | 木下和栄                            |
| 6月17日       | 181                | トレジャーハンター・バクとヤジロン！           | 大橋志吉 | 山田浩之          | すがやゆりこ | 武内啓                              |
| 6月24日       | 182                | 熱戦前夜！サトシのポケモン大集合!!             | 武上純希 | 金崎貴臣          | 渡辺正彦     | 小山知洋                            |
| 7月1日        | 183                | 開幕！シンオウリーグ・スズラン大会!!           | 藤田伸三 | まついひとゆき    | 古賀一臣     | 夏目久仁彦 岩根雅明                 |
| 7月15日       | 184                | シンオウリーグ三回戦！シンジVSジュン!!         | 米村正二 | 金崎貴臣          | 大庭秀昭     | 志村泉                              |
| 7月22日       | 185                | 恐怖のトリックルーム！サトシ対コウヘイ!!       | 冨岡淳広 | 大庭秀昭          | 近橋伸隆     | 木下和栄                            |
| 8月5日        | 186                | ライバル決戦！サトシ対シンジ!!                 | 冨岡淳広 | 金崎貴臣          | うえだしげる | 緒方厚                              |
| 8月12日       | 187                | 激闘フルバトル！サトシ対シンジ!!               | 冨岡淳広 | 浅田裕二          | 浅田裕二     | 岩根雅明                            |
| 8月19日       | 188                | 決着ライバルバトル！サトシ対シンジ!!           | 冨岡淳広 | 古賀一臣          | 浅田裕二     | 岩根雅明                            |
| 8月26日       | 189                | シンオウリーグ準決勝！ダークライ登場!!         | 十川誠志 | 山田浩之          | 古賀一臣     | 夏目久仁彦                          |
| 9月2日        | 190                | ポケモンドクター・タケシ！                     | 米村正二 | まついひとゆき    | すがやゆりこ | 武内啓                              |
| 9月9日        | 191（終）          | 想い出はパール！友情はダイヤモンド!!           | 冨岡淳広 | 浅田裕二          | 浅田裕二     | 岩根雅明                            |
| 2011年 2月3日 | 192（特別編第1話） | ヒカリ・新たなる旅立ち！                       | 武上純希 | 大庭秀昭          | 近橋伸隆     | 木下和栄                            |
| 2011年 2月3日 | 193（特別編第2話） | ニビジム・史上最大の危機!!                     | 藤田伸三 | まついひとゆき    | 古賀一臣     | 玉川明洋                            |

## 放送局
- 系列局によってはローカル枠での再放送が行われている。
- 2011年5月16日から2017年3月22日まで、ディズニーXDで放送された。
- 2017年4月1日に、CS放送キッズステーションにおける『アニメ放送20周年記念 ポケモンにきめた!スペシャル』で、『DP』の1話と最終回が放送された。なお、キッズステーションで『DP』が放送されるのはこれが初となる。

## 劇場版
| 公開順 | 長編                                                                          | 公開日        |
| ------ | ----------------------------------------------------------------------------- | ------------- |
| 1-10   | 劇場版ポケットモンスター ダイヤモンド&パール ディアルガVSパルキアVSダークライ | 2007年7月14日 |
| 2-11   | 劇場版ポケットモンスター ダイヤモンド&パール ギラティナと氷空の花束 シェイミ  | 2008年7月19日 |
| 3-12   | 劇場版ポケットモンスター ダイヤモンド&パール アルセウス 超克の時空へ          | 2009年7月18日 |
| 4-13   | 劇場版ポケットモンスター ダイヤモンド&パール 幻影の覇者 ゾロアーク            | 2010年7月10日 |